# Zut
Denna artikel handlar om en serie skämtteckningar. För den kroatiska ön med det historiska italienska namnet Zut, se Žut.
Zut är en serie skämtteckningar av Martin Eriksson, publicerad i bland annat Ordfront. Det är även namnet på Martin Erikssons produktionsbolag för animerad film, serier, illustration och grafik.

## Zuts filmografi
- Sound is compressed, TEXT – animerad musikvideo på uppdrag av Demonbox 2002
- Skator (magpies) – animerad kortfilm för vuxna, 2004
- The Move, THE BUKKS  – animerad musikvideo på uppdrag av Dust music, 2005
- Undervattensforskarens hemlighet (The secret of the Submarine Scientist) – animerad kortfilm för vuxna, 2006
- A slum insight – dokumentär/animation på uppdrag av UNhabitat/Gapminder, 2006
- Hur ska skolan förverkliga drömmar – animation på uppdrag av Socialdemokraterna, 2007
- Påverkar bakgrunden betygen – animation på uppdrag av Socialdemokraterna, 2007
- Farbror Freddy får en knäpp – animerad kortfilm för barn, 2008
- Framgång kräver rättvisa – animation på uppdrag av Socialdemokraterna, 2009